# 35. vestlige længdekreds
Den 35. vestlige længdekreds (eller 35 grader vestlig længde) er en længdekreds, der ligger 35 grader vest for nulmeridianen. Den løber gennem Ishavet, Grønland, Atlanterhavet, Sydamerika, det Sydlige Ishav og Antarktis.